# Frágiles (película)
Frágiles es una película de terror y drama española-británica dirigida por Jaume Balagueró y estrenada en 2005.

## Argumento
El hospital infantil de Mercy Falls, en la Isla de Wight (Gran Bretaña), está a punto de cerrar sus puertas tras más de un siglo de funcionamiento. La mayoría del personal ya ha sido despedido y sus instalaciones han sido prácticamente desmanteladas. Amy (Calista Flockhart), una enfermera norteamericana, llega a Mercy Falls para cubrir el turno de noche mientras se lleva a cabo la evacuación de los últimos niños a otros centros. Pero pronto detecta algo extraño en este hospital. Los niños están nerviosos, asustados, hablan de algo intangible, invisible, algo que no debería existir, algo lleno de dolor y de odio. Algo a lo que los niños llaman la niña mecánica. Y aseguran que vive arriba, en la segunda planta, la planta que fue clausurada hace más de cuarenta años. Poco a poco, esta presencia se irá haciendo más y más evidente. Más agresiva, moviéndose por los corredores del hospital. Oculta entre las sombras. Porque este hospital esconde un secreto. Algo aterrador que ha vuelto del pasado. Algo que no debería estar aquí. Y para descubrir la verdad y proteger a los niños, Amy tendrá que enfrentarse a los que no quieren creerla, a sus propios miedos, a su propio pasado, a la verdad. Pero esta verdad es mucho más oscura de lo que nadie sospecha. 

## Reparto
- Calista Flockhart (Amy Nicholls)
- Richard Roxburgh (Robert Marcus)
- Elena Anaya (Helen Perez)
- Yasmin Murphy (Maggie Reynolds)
- Gemma Jones (Sra. Folder)
- Colin McFarlane (Roy)

## Lanzamiento
La película se estrenó el 2 de septiembre de 2005 como parte del Festival de Cine de Venecia y se estrenó en cines en España el 14 de octubre de 2005. [2] La película ha tenido varias fechas de estreno en todo el mundo desde su estreno original en octubre de 2005.

## Premios Goya
- Mejores Efectos Especiales - Ganadora
- Mejor Música Original (Roque Baños) - Candidata a la mejor película de lanus